# Vierschanzentournee 1974/75
Die 23. Vierschanzentournee 1974/75 war vor allem für das österreichische Springerteam ein Meilenstein, denn nach elf Jahren als Platzspringer erhob sich das Nationalteam wie „Phönix aus der Asche“. Unter der Führung von Baldur Preiml war diese Tournee der Beginn des österreichischen Springerwunders.
Elf Jahre nach dem letzten österreichischen Tagessieg in Bischofshofen, den Baldur Preiml selbst erzielt hatte, gab es wieder einen österreichischen Tagessieg durch seinen Schützling Willi Pürstl, der auch für den ersten österreichischen Gesamtsieg seit 21 Jahren sorgte (Sepp Bradl gewann die erste Vierschanzentournee 1953). Die Vormachtstellung der rot-weiß-roten Adler zeigte sich in allen Ergebnislisten.
Österreichische Springer klassierten sich 16 Mal unter den Top 10. Alle vier Tagessiege (Willi Pürstl in Oberstdorf, Karl Schnabl in Garmisch-Partenkirchen, Innsbruck, Bischofshofen) und die ersten drei Plätze der Gesamtwertung wurden von den neuen österreichischen Superspringern errungen.
Das Springen in Oberstdorf fand am 29. Dezember statt, am 1. Januar das Springen in Garmisch-Partenkirchen und am 3. Januar das Springen in Innsbruck. Die Abschlussveranstaltung in Bischofshofen wurde am 6. Januar durchgeführt.

## Teilnehmer
Die vorolympische Saison nutzten viele Mannschaften, um neue Athleten an die großen Schanzen heranzuführen. Bei den Tschechoslowaken waren die Routiniers Raška und Matouš zurückgetreten, einzig Rudolf Höhnl war von der goldenen Springergeneration um Raška noch vertreten. Die Japaner starteten mit jungen Athleten, bei den Norwegern war außer Johan Sætre kein Athlet der Vorsaison wieder im Aufgebot. Bei den Österreichern gab es im Sommer 1974 einen Trainerwechsel von Max Golser zu Baldur Preiml. Dieser versuchte, mit neuen Trainingsmethoden und auch neuem Material die Österreichischen Skiadler aus dem jahrelangen Schattendasein zu holen. Neben Routiniers wie Bachler oder Wallner setzte Preiml dabei auf Talente wie Toni Innauer, Willi Pürstl oder Karl Schnabl. Einig war sich die Fachwelt nur in dem Punkt, dass die überragende Auswahl der letzten Wintersportsaison – die DDR-Vertretung – um den Tourneesieg ein gewichtiges Wörtchen mitreden würde. Topfavorit aus diesem starken Team war Doppelweltmeister und Vorjahressieger Hans-Georg Aschenbach. Die Leistungsstärke der DDR-Springer war intern so enorm, dass überraschenderweise der Vorjahres-Dritte Bernd Eckstein von Auswahltrainer Dieter Neuendorf nicht berücksichtigt wurde. Die Schweizer Auswahl hatte mit einem großen Handicap zu kämpfen. Der Vorjahres-Zweite und Mitfavorit Walter Steiner konnte an der Tournee verletzungsbedingt nicht teilnehmen, da er sich im November 1974 beim Training auf der Sprungschanze in Gstaad einen Bänderriss zugezogen hatte.
| Nation             | Athleten |
| ------------------ | --- |
| BR Deutschland     | Alfred Grosche, Sepp Schwinghammer, Rudi Tusch, Toni Angerer, Peter Dubb                                                                  |
| DDR                | Henry Glaß, Rainer Schmidt, Heinz Wosipiwo, Hans-Georg Aschenbach, Dietrich Kampf, Jochen Danneberg, Dietmar Aschenbach, Eberhard Seifert |
| Österreich         | Reinhold Bachler, Willi Pürstl, Hans Wallner, Hans Millonig, Karl Schnabl, Edi Federer, Alois Lipburger, Alfred Pungg                     |
| Finnland           | Kari Ylianttila, Esko Rautionaho, Jouko Törmänen, Paavo Maunu, Harri Blumén                                                               |
| Frankreich         | Jacques Gaillard, Gilbert Poirot, Philippe Jacoberger, Michel Roche                                                                       |
| Italien            | Lido Tomasi, Marcello Bazana, Leo De Crignis                                                                                              |
| Japan              | Takao Ituo, Kazuhiro Akimoto, Koji Kakuta, Manabu Ono, Hideyuki Kuwabara                                                                  |
| Jugoslawien        | Marian Prelovsek, Branko Dolhar, Bogdan Norčič, Janez Demšar, Stane Rakar, Danilo Pudgar                                                  |
| Kanada             | Peter Wilson, Richard Grady, Richard Graves, Paul Martin, Lyle Speers                                                                     |
| Norwegen           | Kai Solbustad, Johan Sætre, Dag Fossum, Finn Halvorsen, Odd Hammernes, Per Bergerud                                                       |
| Polen              | Wojciech Fortuna, Aleksander Stołowski, Adam Krzysztofiak, Stanisław Bobak                                                                |
| Schweden           | Lennart Elimä, Christer Karlsson, Odd Brandsegg                                                                                           |
| Schweiz            | Hans Schmid, Ernst von Grünigen, Robert Moesching, Ernst Egloff                                                                           |
| Sowjetunion        | Juri Kalinin, Alexej Petrow, Dmitri Abramow, Alexei Borowitin, Sergei Suslikow                                                            |
| Tschechoslowakei   | Rudolf Höhnl, Karel Kodejška, Leoš Škoda, Jindřich Balcar, Břetislav Novák, František Novák                                               |
| Ungarn             | Gyula Henyel, Istvan Roman |
| Vereinigte Staaten | Ron Steele, Greg Windsperger, Tom Dargay, Gene Burmeister, Terry Kern, Jim Denney                                                         |

## Oberstdorf
- Datum: 29. Dezember 1974
- Uhrzeit: 12:00 Uhr
- Land:  BR Deutschland
- Schanze: Schattenbergschanze

Das turbulente Auftaktspringen endete mit einer faustdicken Überraschung. Nicht der Doppelweltmeister Hans-Georg Aschenbach oder einer seiner Mannschaftskollegen aus der favorisierten DDR-Mannschaft bestimmten das Geschehen, sondern die österreichischen Adler unter ihrem neuen Trainer Baldur Preiml. Bezeichnenderweise war er der letzte Österreicher gewesen, der ein Einzelspringen gewinnen konnte. Bei böigem Wind gelang dem 19-jährigen Willi Pürstl, bis dahin nicht durch vordere Platzierungen aufgefallen, mit zwei stabilen Sprüngen von 99 und 97 m der Überraschungssieg. Nicht minder überraschend war der zweite Platz des Polen Bobak. Auf Rang drei kämpfte sich der wiedererstarkte Tourneesieger von 1973, Rainer Schmidt aus der DDR. Von der letztjährigen Stärke seiner Mannschaftskollegen war nicht mehr viel vorhanden, einzig Heinz Wosipiwo kam noch in die Top Ten. Hans-Georg Aschenbach belegte gar nur den 20. Platz. Ein Formanstieg war bei den Norwegern zu verzeichnen, die mit Halvorsen und Saetre zwei Springer unter die ersten Zehn brachten. Überschäumend gar war die Freude im Lager des ÖSV. Durch neue Materialien bei den Sprunganzügen und Schaftschuhen mit Fersenkeilen sprangen die Österreicher nach langer Durststrecke mit der Weltspitze wieder mit. Zudem hatte nach eigenen Aussagen Cheftrainer Preiml die Fachliteratur aus dem Land des Hauptkonkurrenten DDR ausgiebig studiert. Hinzu kamen offensichtlich seine Motivationskünste, die aus bis dahin eher durchschnittlichen Athleten eine Mannschaft formten, die sehr bald den Namen Skisprungwunderteam trug. Neben dem Tagessieg von Pürstl belegte der bis dahin weitgehend unbekannte Edi Federer Rang sechs, Routinier Bachler kam auf dem zwölften Platz ein. Dennoch war die Freude nicht ungetrübt. Das größte österreichische Talent Toni Innauer stürzte im ersten Durchgang schwer und musste mit einer Gehirnerschütterung ausscheiden. Auch bei dem Finnen Kari Ylianttila musste das Publikum den Atem anhalten; er stürzte bereits auf dem Anlaufturm. Nach dem Springen blieb eine verunsicherte DDR-Mannschaft zurück, die mit der neuen Leistungsstärke der Österreicher noch nicht umzugehen wusste.
| Pos. | Springer          | Land             | Punkte |
| ---- | ----------------- | ---------------- | ------ |
| 01   | Willi Pürstl      | Österreich       | 217,4  |
| 02   | Stanisław Bobak   | Polen            | 210,9  |
| 03   | Rainer Schmidt    | DDR              | 210,6  |
| 04   | Finn Halvorsen    | Norwegen         | 203,0  |
| 05   | Johan Sætre       | Norwegen         | 200,9  |
| 06   | Edi Federer       | Österreich       | 200,5  |
| 07   | Juri Kalinin      | Sowjetunion      | 199,3  |
| 08   | Paavo Maunu       | Finnland         | 198,8  |
| 09   | Heinz Wosipiwo    | DDR              | 194,6  |
| 10   | Hans Schmid       | Schweiz          | 193,8  |
| 11   | Karel Kodejška    | Tschechoslowakei | 193,4  |
| 12   | Reinhold Bachler  | Österreich       | 192,8  |
| 13   | Adam Krzysztofiak | Polen            | 190,5  |
| 14   | Alexei Petrow     | Sowjetunion      | 189,1  |
| 15   | Dmitri Abramow    | Sowjetunion      | 187,8  |

## Garmisch-Partenkirchen
- Datum: 1. Januar 1975
- Uhrzeit: 12:00 Uhr
- Land:  BR Deutschland
- Schanze: Große Olympiaschanze

Auch beim Neujahrsspringen ging die Flugshow der Adler aus Österreich weiter. Doch diesmal stand ein anderer Youngster im Focus, der erst 20-jährige Karl Schnabl. Doch dieser hatte mit dem Finnen Kari Ylianttila einen ebenbürtigen Gegner, der nach dem ersten Durchgang sogar führte. Allerdings konterte Schnabl mit einem 93-m-Satz, dem Ylianttila nur 90,5 m entgegensetzen konnte. Am Ende trennten beide Springer hauchdünne 0,2 Punkte. Hinter dem Finnen kamen drei Österreicher ein, darunter auch Pürstl und Federer, welche dadurch in der Gesamtwertung auf den Podiumsplätzen blieben. Das Abschneiden der DDR-Auswahl war in Garmisch besser als in Oberstdorf; Vorjahressieger Aschenbach sprang nun auch in die Top Ten. Da der beste DDR-Springer Rainer Schmidt mit nur wenig Punktabstand den sechsten Platz belegte, reichte es in der Gesamtwertung immer noch zu einem hervorragenden zweiten Platz.
| Zwischenstand nach 2 Springen | Zwischenstand nach 2 Springen | Zwischenstand nach 2 Springen |
| Pos.                          | Springer                      | Punkte                        |
| ----------------------------- | ----------------------------- | ----------------------------- |
| 01.                           | Pürstl                        | 438,1                         |
| 02.                           | Schmidt                       | 430,9                         |
| 03.                           | Federer                       | 422,1                         |
| 04.                           | Bobak                         | 416,9                         |
| 05.                           | Kalinin                       | 408,5                         |
| 06.                           | Saetre                        | 407,8                         |

| Pos. | Springer              | Land             | Punkte |
| ---- | --------------------- | ---------------- | ------ |
| 01   | Karl Schnabl          | Österreich       | 226,2  |
| 02   | Kari Ylianttila       | Finnland         | 226,0  |
| 03   | Hans Millonig         | Österreich       | 222,2  |
| 04   | Edi Federer           | Österreich       | 221,6  |
| 05   | Willi Pürstl          | Österreich       | 220,7  |
| 06   | Rainer Schmidt        | DDR              | 220,3  |
| 07   | Hans-Georg Aschenbach | DDR              | 220,1  |
| 08   | Alois Lipburger       | Österreich       | 216,2  |
| 09   | Sergei Suslikow       | Sowjetunion      | 213,5  |
| 10   | Jochen Danneberg      | DDR              | 209,4  |
| 11   | Alexei Borowitin      | Sowjetunion      | 209,3  |
| 12   | Juri Kalinin          | Sowjetunion      | 209,2  |
| 13   | Henry Glaß            | DDR              | 209,1  |
| 14   | Karel Kodejška        | Tschechoslowakei | 208,8  |
| 15   | Per Bergerud          | Norwegen         | 207,6  |

## Innsbruck
- Datum: 3. Januar 1975
- Uhrzeit: 13.00 Uhr
- Land:  Österreich
- Schanze: Bergiselschanze
- Zuschauer: 30.000–40.0000

Über 30.000 Zuschauer erlebten auf der umgebauten Olympiaschanze für die Spiele im folgenden Jahr einen vielumjubelten österreichischen Dreifachsieg. Der erneute Tagessieger krönte dabei seinen Erfolg mit dem neuen Schanzenrekord von 100 m, den er im zweiten Durchgang aufstellte. Weiter sprang nur sein Landsmann Hans Millonig, der nach gesprungenen 101 m allerdings in den Schnee greifen musste und damit Punktabzüge bekam. Ohne diese Abzüge hätte er sich noch in die Top Ten eingereiht. Aber auch so war die Übermacht der Preiml-Schützlinge erdrückend. Allein sechs der acht Springer der österreichischen Auswahl platzierten sich in den Top Ten, darunter auf Platz zwei Federer und Platz fünf Pürstl, womit beide in der Gesamtwertung weiter vorn lagen. Allerdings wurden Edi Federer von den Experten größere Chancen auf den Gesamtsieg eingeräumt. Rainer Schmidt, bis dahin bester DDR-Springer, verlor in Innsbruck wertvolle Punkte und rutschte in der Gesamtwertung auf den dritten Platz. Viel schlechter lief es jedoch für Schmidts Mannschaftskollegen Hans-Georg Aschenbach. Der Doppelweltmeister und Mitfavorit hatte sich nach einem guten Neujahrsspringen auf Rang acht in der Gesamtwertung vorgekämpft. Doch im ersten Durchgang kam er auf dem Bergisel mit der langsamen Anlaufspur nicht zurecht und landete schon bei 67 m, der niedrigsten Weite des gesamten Tages. Mit der drittgrößten gestandenen Tagesweite von 97,5 m bewies er zwar im zweiten Durchgang sein Können, trotzdem bedeutete es nur den 49. Platz in der Tageswertung. In der Gesamtwertung wurde Aschenbach dementsprechend auf den 24. Platz durchgereicht, die Minimalhoffnungen auf einen Podestplatz waren endgültig ausgeträumt.
| Zwischenstand nach 3 Springen | Zwischenstand nach 3 Springen | Zwischenstand nach 3 Springen |
| Pos.                          | Springer                      | Punkte                        |
| ----------------------------- | ----------------------------- | ----------------------------- |
| 01.                           | Pürstl                        | 664,1                         |
| 02.                           | Federer                       | 655,4                         |
| 03.                           | Schmidt                       | 646,8                         |
| 04.                           | Bobak                         | 642,2                         |
| 05.                           | Schnabl                       | 636,3                         |
| 06.                           | Kodejska                      | 628,6                         |

| Pos. | Springer         | Land             | Punkte |
| ---- | ---------------- | ---------------- | ------ |
| 01   | Karl Schnabl     | Österreich       | 239,6  |
| 02   | Edi Federer      | Österreich       | 233,3  |
| 03   | Hans Wallner     | Österreich       | 231,3  |
| 04   | Karel Kodejška   | Tschechoslowakei | 226,4  |
| 05   | Willi Pürstl     | Österreich       | 226,0  |
| 06   | Stanisław Bobak  | Polen            | 225,3  |
| 07   | Jochen Danneberg | DDR              | 224,8  |
| 08   | Rudolf Höhnl     | Tschechoslowakei | 224,3  |
| 09   | Reinhold Bachler | Österreich       | 222,7  |
| 10   | Dietrich Kampf   | DDR              | 221,7  |
| 11   | Alfred Pungg     | Österreich       | 217,8  |
| 12   | Rainer Schmidt   | DDR              | 215,9  |
| 13   | Jindřich Balcar  | Tschechoslowakei | 213,9  |
| 14   | Takao Itō        | Japan            | 213,3  |
| 15   | Esko Rautionaho  | Finnland         | 209,3  |

## Bischofshofen
- Datum: 6. Januar 1975
- Uhrzeit: 13.00 Uhr
- Land:  Österreich
- Schanze: Paul-Außerleitner-Schanze
- Zuschauer 20.000

Bei schlechtem, nebligen Wetter sah sich die Jury genötigt, den Anlauf im ersten Durchgang stark zu verkürzen. Mit diesen Bedingungen kamen nicht alle Springer des jungen österreichischen Teams klar, so dass in Bischofshofen auch wieder andere Athleten ins Geschehen eingriffen, allen voran der starke Karel Kodejska aus der Tschechoslowakei. Aber auch Hans-Georg Aschenbach wollte seinen Aussetzer von Innsbruck vergessen machen und sprang bereits im ersten Durchgang in die Spitzenränge. Dennoch stand auch nach Durchgang eins mit Karl Schnabl ein Österreicher ganz vorn. Nach einer Anlaufverlängerung vor dem zweiten Durchgang, die nun auch deutlich größere Weiten über 100 m erlaubte, ging die Konkurrenz nochmals aufs Ganze. Zustande kam dabei eine Einstellung des Schanzenrekords von 106 m durch Rudolf Höhnl. Im Bestreben um einen Podestplatz in der Gesamtwertung segelten auch Rainer Schmidt auf 105 m und der Pole Bobak sogar auf 108 m. Da beide aber in den Schnee greifen mussten, fielen beide in der Tageswertung zurück und konnten in der Gesamtwertung nicht mehr eingreifen. Tagessieger Karl Schnabl konterte letztlich auf die Angriffe der Konkurrenz mit einem 104-m-Sprung bei sehr guten Haltungsnoten, was letztlich den dritten Tagessieg in Folge bedeutete. Hans-Georg Aschenbach konnte mit Rang drei ein halbwegs versöhnliches Ende mit der Tournee feiern.
| Pos. | Springer              | Land             | Punkte |
| ---- | --------------------- | ---------------- | ------ |
| 01   | Karl Schnabl          | Österreich       | 227,0  |
| 02   | Karel Kodejška        | Tschechoslowakei | 224,6  |
| 03   | Hans-Georg Aschenbach | DDR              | 221,1  |
| 04   | Rudolf Höhnl          | Tschechoslowakei | 220,9  |
| 05   | Edi Federer           | Österreich       | 218,8  |
| 06   | Hans Millonig         | Österreich       | 215,7  |
| 07   | Willi Pürstl          | Österreich       | 214,9  |
| 08   | Jochen Danneberg      | DDR              | 211,3  |
| 09   | Dietrich Kampf        | DDR              | 210,0  |
| 10   | Eberhard Seifert      | DDR              | 208,8  |
| 11   | Philippe Jacoberger   | Frankreich       | 206,4  |
| 12   | Juri Kalinin          | Sowjetunion      | 206,0  |
| 13   | Sergei Suslikow       | Sowjetunion      | 205,3  |
| 14   | Alfred Grosche        | BR Deutschland   | 204,7  |
| 15   | Koii Kakuta           | Japan            | 204,2  |

## Endstand
Mit einem fulminanten Comeback meldeten sich die österreichischen Springer in der Weltspitze zurück. Nicht die favorisierten DDR-Springer um Vorjahressieger Hans-Georg Aschenbach, sondern die Schützlinge des neuen Auswahltrainers Baldur Preiml drückten der Tournee ihren Stempel auf. Erstmals in der Tourneegeschichte gelang einer Auswahl der Sieg auf allen vier Schanzen. Beeindruckend war zudem die Dominanz dieser Auswahl, von der sechs Athleten unter den ersten Fünfzehn einkamen. Dem Gesamtsieger Pürstl reichten dabei nach seinem Auftaktsieg Plätze in den Top Ten, um sich den Gesamtsieg zu sichern. Dies war aber auch der Tatsache geschuldet, das der dreifache Gewinner Karl Schnabl in Oberstdorf stürzte und nur den 35. Platz belegte. Schon ein Platz unter den ersten Zwanzig hätte ausgereicht, um die Gesamtwertung sicher für sich zu entscheiden. Neben dem Trainerwechsel waren neue Materialien bei Skiern, Schuhen und Anzügen der Schlüssel zum Erfolg. Diese Neuheiten, die schon mit Blick auf die Olympischen Spiele 1976 von den Österreichern eingeführt wurden, sorgten für viel Gesprächsstoff, hatten aber zunächst erfolgreich die Konkurrenz überrumpelt. Zu den Geschlagenen gehörte zweifelsohne die DDR-Mannschaft, deren bester Vertreter Rainer Schmidt auf dem sechsten Platz einkam. Bei der ganzen Euphorie um das sogenannte Skisprungwunderteam gingen zudem die starken Leistungen des Polen Bobak mit Platz fünf und der Tschechoslowaken Kodejška (4.) und Höhnl (7.) etwas unter.
| Rang | Name                  | Nation           | Gesamt- wertung | Oberst- dorf | Garmisch- Partenk.- | Inns- bruck | Bischofs- hofen |
| ---- | --------------------- | ---------------- | --------------- | ------------ | ------------------- | ----------- | --------------- |
| 01   | Willi Pürstl          | Österreich       | 879,0           | 217,4 / 01.  | 220,7 / 05.         | 226,0 / 05. | 214,9 / 07.     |
| 02   | Edi Federer           | Österreich       | 874,2           | 200,5 / 06.  | 221,6 / 04.         | 233,3 / 02. | 218,8 / 05.     |
| 03   | Karl Schnabl          | Österreich       | 863,3           | 170,5 / 35.  | 226,2 / 01.         | 239,6 / 01. | 227,0 / 01.     |
| 04   | Karel Kodejška        | Tschechoslowakei | 855,2           | 193,4 / 11.  | 208,8 / 14.         | 226,4 / 04. | 224,6 / 02.     |
| 05   | Stanisław Bobak       | Polen            | 839,4           | 210,9 / 02.  | 206,0 / 18.         | 225,3 / 06. | 197,2 / 22.     |
| 06   | Rainer Schmidt        | DDR              | 834,4           | 210,6 / 03.  | 220,3 / 06.         | 215,9 / 12. | 187,6 / 30.     |
| 07   | Rudolf Höhnl          | Tschechoslowakei | 831,7           | 180,9 / 24.  | 205,6 / 22.         | 224,3 / 08. | 220,9 / 04.     |
| 08   | Jochen Danneberg      | DDR              | 829,2           | 183,7 / 21.  | 209,4 / 10.         | 224,8 / 07. | 211,3 / 08.     |
| 09   | Juri Kalinin          | Sowjetunion      | 821,7           | 199,3 / 07.  | 209,2 / 12.         | 207,2 / 19. | 206,0 / 12.     |
| 10   | Hans Wallner          | Österreich       | 821,6           | 186,3 / 17.  | 204,6 / 24.         | 231,3 / 03. | 199,4 / 20.     |
| 11   | Dietrich Kampf        | DDR              | 817,5           | 185,2 / 19.  | 200,6 / 34.         | 221,7 / 10. | 210,0 / 09.     |
| 12   | Johan Sætre           | Norwegen         | 817,4           | 200,9 / 05.  | 206,9 / 17.         | 208,2 / 17. | 201,4 / 17.     |
| 13   | Hans Millonig         | Österreich       | 810,8           | 167,4 / 37.  | 222,2 / 03.         | 205,5 / 22. | 215,7 / 06.     |
| 14   | Hans-Georg Aschenbach | DDR              | 807,5           | 184,5 / 20.  | 220,1 / 07.         | 181,4 / 49. | 221,1 / 03.     |
| 15   | Reinhold Bachler      | Österreich       | 806,3           | 192,8 / 12.  | 203,4 / 27.         | 222,7 / 09. | 187,4 / 31.     |